# Saint-Lézin
Saint-Lézin era una comuna francesa situada en el departamento de Maine y Loira, de la región de Países del Loira, que el 15 de diciembre de 2015 pasó a ser una comuna delegada de la comuna nueva de Chemillé-en-Anjou al fusionarse con las comunas de Chanzeaux, Chemillé, Cossé-d'Anjou, La Chapelle-Rousselin, La Jumellière, La Salle-de-Vihiers, La Tourlandry, Melay, Neuvy-en-Mauges, Sainte-Christine, Saint-Georges-des-Gardes y Valanjou.

## Demografía
| Gráfica de evolución demográfica de Saint-Lézin entre 1800 y 2013 |
|                                                                   |

Los datos demográficos contemplados en este gráfico de la comuna de Saint-Lézin se han cogido de 1800 a 1999 de la página francesa EHESS/Cassini, y los demás datos de la página del INSEE.